# Waterschap Heycop
Heycop genaamd De Lange Vliet, is een voormalig waterschap ten zuiden van De Meern bestaande uit tien polders, waarvan de Heicopse Polder er een is. De kaart hiernaast toont het gebied van dit voormalige waterschap en ook de onderverdeling en de namen van de tien polders, te weten Papendorp, Oudenrijn, Laag-Raven, West-Raven, Galecop, Heicop, Rosweide, West-Nedereind, Oost-Nedereind en IJsselveld. Het gebied van dit vroegere waterschap ligt thans bijna geheel in de gemeente Utrecht. Een klein deel in het zuiden behoort tot de gemeente IJsselstein. De grens tussen dit waterschap en het ten westen hiervan gelegen voormalige Grootwaterschap Bijleveld en de Meerndijk ligt even ten oosten van de Meerndijk, waarover de provinciale weg N228 loopt.
De polder Heicop werd omringd door de polders Oudenrijn in het noorden, Galecop in het oosten, West-Nedereind in het zuiden en Rosweide in het westen. De Heicopperkade bij De Meern, even ten zuiden van en evenwijdig lopend met de A12, is de nog zichtbaar aanwezige grens tussen de polders Oudenrijn en Heicop.

## Bebouwing en wegen
De polder Heicop had oorspronkelijk vrijwel de vorm van een rechthoek. De lengte (van oost naar west) bedroeg ca. 3 km; de breedte (van zuid naar noord) bedroeg ca. 1,25 km. Deze laatste maat is de meest gangbare lengtemaat van de z.g. cope-ontginning. Waarschijnlijk is dit gebied in de 12e eeuw ontgonnen. Daarbij was de ontginningsrichting vrijwel zeker van zuid naar noord. In het uiterste zuidoosten bevindt zich een kleine concentratie van bebouwing. Deze hoek van de polder ligt op een oude stroomrug en daardoor wat hoger dan de rest van de polder. Verder liggen er verspreid enkele woningen aan de Heicopperkade in het noorden. In totaal wonen in deze polder niet meer dan enkele tientallen personen.
Door twee grote infrastructurele projecten, waarvan het eerste omstreeks 1200 en het tweede in de jaren 1930 werd uitgevoerd, zijn de grenzen van de polder Heicop gewijzigd. Zie hiervoor verder onder 'Geschiedenis'.
De thans aanwezige wegen zijn:
- Heicopperkade aan de noordgrens en huidige oostgrens
- Ringkade aan de zuidgrens en oorspronkelijke westgrens
- Meerndijk aan de huidige westgrens.

## Geschiedenis

### Middeleeuwse geschiedenis
De polder is waarschijnlijk tussen 1100 en 1200 ontstaan. De bedijking van de rivieren in de buurt, met name de Lek en de Hollandse IJssel, stond nog in de kinderschoenen, zodat er niet zelden dijken doorbraken en grote delen van het achterliggende gebied onderwaterliepen. Het water vloeide dan van het hoger gelegen oosten naar het lager gelegen westen. Het Land van Woerden besloot daarom een dwarsdijk aan te leggen die de stroomruggen van de Rijn en de Hollandse IJssel met elkaar verbond. Deze dijk, de Meerndijk, zou het water uit het ten oosten daarvan gelegen gebied tegenhouden. Omstreeks 1200 is deze dijk aangelegd en hij is nog steeds aanwezig, al fungeert hij niet meer als dijk. De Meerndijk, die in de Middeleeuwen de Marne, Maerne of Meern heette, begint bij de Meernbrug midden in de woonplaats De Meern en eindigt bij de Meernhoef in de gemeente IJsselstein.
De polders aan beide zijden van de Meerndijk loosden aanvankelijk hun overtollige water op de Hollandse IJssel. In de 14e eeuw ging deze rivier verzanden. Daardoor moest naar een andere oplossing voor de afwatering van deze polders worden gezocht. Lozing van het water op de Oude Rijn zou stuiten op bezwaren van westelijker gelegen polders met hun eigen problemen betreffende de afwatering en was daarom geen optie. Daarom besloot men twee grotendeels evenwijdig lopende, maar strikt gescheiden kanalen naar het noorden te graven. Het oostelijke van de twee kanalen, de Heicop (of Heycop), zou het water uit de polders ten oosten van de Meerndijk afvoeren naar de rivier de Vecht en het westelijke kanaal, de Bijleveld was bestemd voor de afvoer van water uit de polders ten westen van de Meerndijk naar de rivier de Amstel. Beide kanalen moesten op enig moment de Oude Rijn kruisen. Vanwege de afspraak van gescheiden waterafvoersystemen werd in de Oude Rijn een dam gebouwd, de Heldam bij Harmelen. Zo kon 'oostelijk water' niet in het westelijke systeem terecht komen.
De Meerndijk liep niet langs poldergrenzen, maar schuin door de polders Veldhuizen en Reijerscop. Daardoor werd een langgerekte driehoek met de spitse punt bij De Meern van deze polders afgesneden. Dit driehoekige gebied, dat tussen de westgrens van de polders Oudenrijn en Heicop en de Meerndijk ligt, heeft de naam Rosweide. Hoewel het administratief tot het gerecht, later gemeente Veldhuizen behoorde, werd het waterschap Heicop verantwoordelijk gemaakt voor het waterbeheer van Rosweide. Dit was in overeenstemming met de beslissing tot het gescheiden houden van de waterafvoersystemen van de polders ten oosten en de polders ten westen van de Meerndijk.      

#### De watergangenHeicopenBijleveld
De Heicop is van de beide kanalen het oudste. In 1385 wordt tot het graven hiervan toestemming verleend. Met de Bijleveld gebeurt dit 30 jaar later.
De route die de Heicop volgt, maakt een omweg om de relatief hoog gelegen stroomrug van de Rijn bij De Meern en Vleuten heen. Het eerste deel van de Heicop is gegraven. Het begint in de polder Heicop, loopt naar het noorden en mondt in De Meern uit in het kanaal Oude Rijn. Dan vervolgt het zijn weg naar het westen via dit kanaal tot net voor de Heldam. Vandaar gaat het verder in noordelijke richting door een gegraven verbinding naar kasteel Den Ham en vandaar in noordwestelijke richting via de Vleutense tak van de Rijn. Deze rivier maakt bij een punt genaamd De Wel, niet ver ten zuiden van Kasteel De Haar, een scherpe bocht naar links. Op dit punt is een dam in de rivier aangelegd om het water van de Heicop gescheiden te houden van dat van de Bijleveld, dat hier vanuit de tegenovergestelde richting aankomt. De Bijleveld maakt namelijk, komend vanuit Harmelen, eveneens gebruik van de Rijnloop, maar dan 'stroomopwaarts'. Bij De Wel gaat zowel de Heicop als de Bijleveld over in een kanaal. De beide kanalen lopen evenwijdig aan elkaar naar het noordwesten in de richting van Kockengen. Hun tussenafstand is in het begin minder dan 10 meter. Verderop groeit deze afstand tot enkele tientallen meters. De toren van de middeleeuwse kerk in Kockengen staat direct achter de woningen aan de Bijleveld en de achterzijde van deze kerk is door een kade gescheiden van het water van de Heicop. Even ten noorden van Kockengen, bij de Joostendam, gaan beide waterwegen elk hun eigen weg. De Bijleveld loopt vanaf dit punt rechtdoor naar De Ronde Venen, passeert daar de dorpen Wilnis en Waverveen en mondt bij de Nessersluis uit in de Amstel. De Heicop maakt hier een haakse bocht naar het oosten om bij Breukelen in de Vecht uit te komen. Dit laatste stuk van zo'n 4 km lengte draagt de naam Grote Heicop.
Het eerste stuk van de Heicop, dat in de gelijknamige polder begint en eindigt in De Meern, heeft de naam Lange Vliet. De oorsprong van deze naam ligt in de mislukte poging tot afwatering op de Hollandse IJssel. De afstand tot deze rivier was korter dan de afstand tot de Oude Rijn die het nieuw te graven kanaal zou moeten afleggen: vandaar de namen Korte Vliet en Lange Vliet.
Bovenstaande beschrijving van de routes van de Heicop en de Bijleveld slaat op de middeleeuwse situatie. Tussen De Wel en Kockengen zijn van beide waterlopen grote delen verdwenen. In het dorp Kockengen is de Bijleveld gedempt; de Heicop aan de oostzijde van de oude dorpskern is nog aanwezig. De Lange Vliet bij en in De Meern is nog zo goed als  geheel aanwezig. Dit geldt ook voor de Grote Heicop tussen de Joostendam en Breukelen; daar hebben echter de nodige aanpassingen plaatsgevonden vanwege het kruisen van achtereenvolgens de A2, de spoorlijn Amsterdam-Utrecht en het Amsterdam-Rijnkanaal. Daarna is de Heicop weer duidelijk zichtbaar. Dwars door het oude dorpscentrum van Breukelen loopt de Kerkvaart, die na het kruisen van de Straatweg van naam verandert in Danne. Dit kanaaltje, dat de Heicop onder een andere naam is, mondt uit in de rivier de Vecht tegenover kasteel Gunterstein.

### De taken van het waterschap Heycop
De naam van het waterschap, Heycop genaamd De Lange Vliet, brengt tot uitdrukking dat het beheer en onderhoud van de Lange Vliet tot de hoofdtaken behoorde.
De polderkaart bij dit artikel (zie hierboven) laat zien voor welke watergangen dit waterschap verantwoordelijk was. Het gaat hier om de situatie in 1901, het jaar waarin dit kaartje is vervaardigd. Deze watergangen zijn aangegeven met een dubbele dunne lijn. Het zijn de volgende:
- De Lange Vliet. Deze loopt van zuid naar noord en ligt op de grens van de polder Rosweide enerzijds en de polders Heycop en Oudenrijn anderzijds. De dubbele lijn stopt bij het stoomgemaal De Dompelaar in De Meern. De meest waarschijnlijke reden hiervan is dat voor het onderhoud van de 800 meter tussen dit gemaal en de Leidse Rijn de gemeente Oudenrijn en eventuele andere grondeigenaren verantwoordelijk waren. Het stoomgemaal was in 1901 nog nieuw. Niet lang daarvoor stond op deze plek een watermolen genaamd de Rosweidse of Achtkante Molen. Tegenwoordig wordt hier elektrisch gemalen. Het oorspronkelijke gebouwtje om het gemaal is bewaard gebleven; het is een gemeentelijk monument.
- De IJlandsche Wetering. Deze loopt van west naar oost en ligt op de grens van de polders Heycop en West-Nedereind.
- De Galecopperwetering. Deze loopt voor het grootste deel langs de Taatsendijk, op de grens van enerzijds de polders Papendorp en Galecop en anderzijds de polders Oudenrijn en Heicop. Een kleiner deel van deze wetering ligt op de grens tussen de polders Papendorp en Galecop. Een stoomgemaal in deze wetering brengt het water naar een grotere hoogte. Op de plaats van dit in 1901 nog nieuwe gemaal stond eerder de Galecopper Molen. Dit stoomgemaal is in de jaren 1930 verdwenen; het lag op de plaats waar het knooppunt Oudenrijn was gepland.

Lang niet alle watergangen in het gebied zijn in het kaartje ingetekend. Zo ontbreekt de belangrijke Middelwetering, die halverwege de IJlandse Wetering en de Heicopper Achterwetering ligt.

### Wijzigingen na de Middeleeuwen
In 1643 werd door het Hoogheemraadschap Amstelland toestemming gegeven aan het waterschap Heycop om de Heldam bij Harmelen tot sluis te maken. De sluis kwam er in 1659. Toen in het midden van de 20e eeuw het Amsterdam-Rijnkanaal gerealiseerd was, werd het mogelijk de afvoerrichting van het water van de Bijleveld en Heicop om te keren. Tegenwoordig wordt het water uit de polders ten zuiden van De Meern en Harmelen via de Leidse Rijn naar het oosten geleid om daar te worden geloosd in het Amsterdam-Rijnkanaal.

### Fusiegeschiedenis van polders en waterschappen
In 1866 werden de polders Oudenrijn, Heycop, Galecop, Papendorp en Rosweide samengevoegd tot het waterschap Oudenrijn. In 1954 werd dit Oudenrijn samengevoegd met de waterschappen IJsselveld en Het Nedereind van Jutphaas. Het hieruit ontstane geheel kreeg de nieuwe naam Heycop, voorheen genaamd De Lange Vliet. De globale grenzen hiervan waren de Leidse Rijn in het noorden, het Amsterdam-Rijnkanaal, het Merwedekanaal en de Doorslag in het oosten, de Hollandse IJssel in het zuiden en de Meerndijk in het westen. Uit de bij dit artikel gevoegde polderkaart blijkt dat in 1901 reeds een Grootwaterschap Heycop genaamd De Lange Vliet bestond. Uit stukken in het archief van Waterschap Oudenrijn blijkt tevens dat dit waterschap zelfstandig wilde blijven, wat dus uiteindelijk niet is gelukt.
Het waterschap Heycop, voorheen genaamd De Lange Vliet ging in 1980 op in het waterschap Leidse Rijn. In 1994 werden dit en andere waterschappen in de provincies Utrecht en Zuid-Holland samengevoegd tot het Hoogheemraadschap  De Stichtse Rijnlanden.

### De grote gevolgen van de aanleg van autosnelwegen in het gebied van Heicop
In de jaren 1930 werd gewerkt aan de aanleg van de autosnelwegen A12 en A2 en de Verkeersrotonde Oudenrijn, die later, via het Klaverblad Oudenrijn, zou uitgroeien tot het Knooppunt Oudenrijn. Deze infrastructurele werken, waartoe ook behoorden de aanleg, en soms later weer afbraak, van bruggen en viaducten, hebben grote gevolgen gehad voor de polder Heicop. Een groot deel van Knooppunt Oudenrijn en de eerste kilometer van de A2 direct ten zuiden van dit knooppunt liggen in deze vroegere polder. De oostgrens ervan kwam aan de andere zijde van de A2 te liggen. Door de aanleg van de verkeersrotonde werd een 'hap' in het noordoosten van de polder afgesneden; bij elke volgende verbouwing van dit verkeersknooppunt werd de afgesneden 'hap' groter. 

#### De situatie vóór de aanleg van de A2 en A12
Een belangrijke ontsluitingsweg van de Heicopse Polder was de van noord naar zuid lopende, bijna 5 km lange Taatsendijk. Deze dijk liep op de grens van de polders Oudenrijn en Heicop aan de westzijde en de polders Papendorp en Galecop aan de oostzijde. Het begin van de Taatsendijk lag in de buurt van het kasteel Huis te Voorn, ooit bewoond door een familie Taats, vanwaar de naam Taatsendijk. Van dit kasteel is slechts een ruïne overgebleven en deze is niet zichtbaar vanaf de openbare weg. De precieze plek van het vroegere begin van de Taatsendijk ligt aan de Leidse Rijn tussen het viaduct onder de A2 en het punt waar de Leidse Rijn het Amsterdam-Rijnkanaal kruist. Op een kaart uit de 18e eeuw heet de Taatsendijk nog Heicoperdijk; dit moet worden begrepen als: de dijk die naar Heicop leidt. Ruim 3 km vanaf het noordelijke beginpunt bereikt deze dijk de kleine bebouwingsconcentratie in het uiterste zuidoosten van de polder Heicop. Daar maakt de weg een haakse bocht naar rechts en gaat dan over in de huidige Ringkade. Op oude kaarten heet ook deze weg Heicoperdijk. Vroeger was de (tweedelige) Heicoperdijk zeer waarschijnlijk de belangrijkste weg in de polder. Minder belangrijk was de Heicopperkade, de noordelijke begrenzing van de polder. Ook deze weg kon men bereiken vanaf de Taatsendijk; het aansluitingspunt lag in het gebied van het huidige verkeersknooppunt Oudenrijn. De Heicopperkade kon behalve via de Taatsendijk worden bereikt via de eveneens van noord naar zuid lopende Strijkviertel en Meentweg in De Meern. Andere wegen dan de zojuist genoemde waren er niet in de Heicopse Polder. Wel liepen er diverse voetpaden door de polder. Het belangrijkste daarvan was het pad langs de Lange Vliet, dat nog steeds bestaat.
De Taatsendijk liep na het passeren van de kleine bebouwingsconcentratie verder door naar het zuiden onder de naam Rijnesteinse Steeg en eindigde op de Nedereindseweg. De aanleg van de A2 in de jaren 1930 zorgde ervoor dat het laatste stuk van ongeveer 300 meter van de Rijnesteinse Steeg ten westen van deze autosnelweg kwam te liggen. Dit stuk weg heet thans Ringkade en komt uit op de Nedereindseweg net ten westen van het viaduct onder de A2. Het grootste deel van de vroegere Rijnesteinse Steeg ligt aan de oostzijde van de A2. De huidige naam van dit deel is Reinesteinseweg.
Als men thans de Reinsteinseweg van zuid naar noord volgt, is het beginpunt van de bebouwingsconcntratie in het zuidoosten van de polder Heicop nog goed te herkennen. Op dit punt maakt de Reinesteinseweg een kleine knik bij een dubbel woonhuis aan de linkerzijde op een hoek. De voorzijde van deze twee woningen ligt aan een stukje zijweg dat doodloopt tegen het talud van de A2. Dit stukje zijweg was vroeger het begin van de bebouwingsconcentratie Heicop. Met de aanleg van de A2 kwam deze concentratie bijna geheel aan de westzijde ervan te liggen. De dubbele hoekwoning aan het begin is de enige uitzondering hierop. Vanaf deze hoekwoning loopt de vroegere Taatsendijk nog ongeveer 700 meter verder door naar het noorden om te eindigen als doodlopende weg tegen het verkeersknooppunt Oudenrijn.
Waar ten zuiden van knooppunt Oudenrijn nog tamelijk veel terug te vinden is van de Taatsendijk, geldt dit niet voor het noordelijke deel van deze weg in het huidige bedrijvengebied Papendorp. Slechts in het uiterste noorden hiervan is nog een fragment van de Taatsendijk met drie woningen gespaard gebleven. Het is bovendien het enige fragment dat de naam Taatsendijk heeft behouden.

#### Gevolgen van de aanleg van de A2 en de A12
Met het plan voor de aanleg van de rijkswegen A2 en A12 en het Knooppunt Oudenrijn ontstond een groot probleem met betrekking tot de Taatsendijk. Deze zou successievelijk worden doorsneden door het verkeersplein Hooggelegen tussen Utrecht en De Meern, het verkeersknooppunt Oudenrijn en bijna aan het eind door de A2. Zonder oplossing van dit probleem zouden de boerderijen aan de Ringkade en een deel van de woningen aan de Taatsendijk onbereikbaar worden.
Voor het eerste obstakel, het verkeersplein Hooggelegen, werd een kleine omleiding gemaakt via de huidige Groenewoudsedijk langs het Amsterdam-Rijnkanaal. Het eerste stukje van de huidige Taatsendijk, dat vanaf de Groenewoudsedijk naar het westen loopt, is ook een deel van deze omleidingsroute.
Ter oplossing van het probleem bij het knooppunt Oudenrijn, dat was ontworpen als een grote rotonde, werd een nieuwe weg aangelegd ten zuiden van deze rotonde en evenwijdig lopend met de A2 aan de westzijde ervan. Deze nieuwe weg en de Heicopperkade werden met elkaar verbonden door een stuk weg dat de kromming van de rotonde volgde. Tussen de Taatsendijk en de nieuwe weg werd een verbinding gemaakt door de bouw van een brug over de A2 even ten zuiden van de rotonde.
De A12 ten oosten van de rotonde verdeelde de Taatsendijk in een noordelijk en een zuidelijk deel. Deze twee delen werden met een brug over de A12 met elkaar verbonden. Door de beide bruggen over de A12 en de A2 bleven de Heicopse Polder en het zuidelijk deel van de Taatsendijk vanuit Utrecht redelijk goed bereikbaar.
Om de Heicopse Polder ook vanuit De Meern bereikbaar te blijven houden werden aan het eind van de Meentweg en het eind van de Strijkviertel viaducten onder de A12 gebouwd. Het viaduct in de Meentweg is bij een latere verbreding van de A12 komen te vervallen. 
Toen de rotonde Oudenrijn in 1967 werd verbouwd tot klaverblad Oudenrijn werden de beide bruggen over de A12 en de A2 afgebroken. Er kwam hiervoor geen vervangende oplossing. Vanuit Utrecht kon men nu alleen nog via de Strijkviertel de Heicopse Polder bereiken.
De latere aanleg van de provinciale weg N198 aan de noordwestzijde van knooppunt Oudenrijn verbeterde echter de bereikbaarheid per auto. Vanaf de kruising van de N198 met de Strijkviertel is het nog 2 km naar de kleine bebouwingsconcentratie in het zuidoosten van deze polder.